# Fehrbelliner Platz (métro de Berlin)
Fehrbelliner Platz est une station des lignes 3 et 7 du métro de Berlin, située dans le quartier de Wilmersdorf.

## Situation
Sur la ligne 3, la station est située entre Hohenzollernplatz au nord-est, en direction de Nollendorfplatz et Heidelberger Platz au sud, en direction de Krumme Lanke.
Sur la ligne 7, elle est située entre Konstanzer Straße au nord-ouest, en direction de Rathaus Spandau et Blissestraße au sud-est, en direction de Rudow.
Elle est établie sous la place éponyme au carrefour de la Mecklenburgische Straße et de Hohenzollerndamm. Sur chaque ligne, les deux voies de circulation encadrent un quai central.

## Histoire
La première station Fehrbelliner Platz est ouverte, comme les autres stations du métro de Wilmersdorf (aujourd'hui la ligne 3), le 12 octobre 1913. Elle comprenait au départ une voie de garage, puisque tous les trains ne continuaient pas jusqu'à la station Thielplatz au sud à Dahlem.
À partir de 1968, l'ensemble est entièrement repensé et fait l'objet d'importants travaux destinés notamment à accueillir les quais de la ligne 7 qui sont mis en service le 29 janvier 1971, date de l'ouverture du prolongement depuis Möckernbrücke. La Bohrinsel est également inaugurée ainsi qu'un nouvel accès à la station. Fehrbelliner Platz devient alors le terminus ouest de la ligne et une boucle de rebroussement pour les trains. Le 28 avril 1978, les quais deviennent voie de passage lors de l'ouverture du prolongement vers Konstanzer Straße.
En 1978, les parois du quai de la ligne 3 présentaient des photographies d'Heinrich Zille, mettant en scène les milieux les plus pauvres de Berlin, qui n'avaient que peu de rapport avec le quartier aisé de Wilmersdorf. Les affiches ont été ensuite retirées.
Du temps de Berlin-Ouest, Fehrbelliner Platz était une station très fréquentée en raison de son implantation au cœur d'un important centre administratif regroupant 15 000 employés.

## Architecture
L'attraction principale de la place est le hall rouge et sculptural de la station de métro. La structure aux coins arrondis a été conçue entre 1968 et 1972 par Rainer G. Rümmler dans un style pop-art typique de l'époque, pour offrir un contraste net avec le grand immeuble d'architecture nazie en arrière-plan. Outre l'entrée aux deux quais de la station de métro, l'édifice fait aussi office d'arrêt de bus et abrite un kiosque et une sandwicherie. De par son architecture générale et sa tour de l'horloge assez élevée, l'édifice a reçu le surnom de Bohrinsel (« plate-forme pétrolière » ou plus exactement « île de forage »). Les édicules des cinq autres bouches de la place ont aussi une forme et une couleur rouge correspondant à l'édifice principal.
Les quais de la ligne 3 ont conservé en grande partie leur décoration d'origine avec les parois ornées de céramique jaune et les piliers centraux qui soutiennent un plafond à caissons.

## Service des voyageurs

### Accueil et accès
La station comprend au total six accès équipés d'escaliers mécaniques et de deux ascenseurs.

### Intermodalité
La station est en correspondance avec les lignes d'autobus no 101, 104 et 115 de la BVG.

## Sites desservis
- Preußenpark
- Cimetière de Wilmersdorf
- Filmarchiv des Bundesarchivs, archives cinématographiques fédérales.

## Galerie de photographies

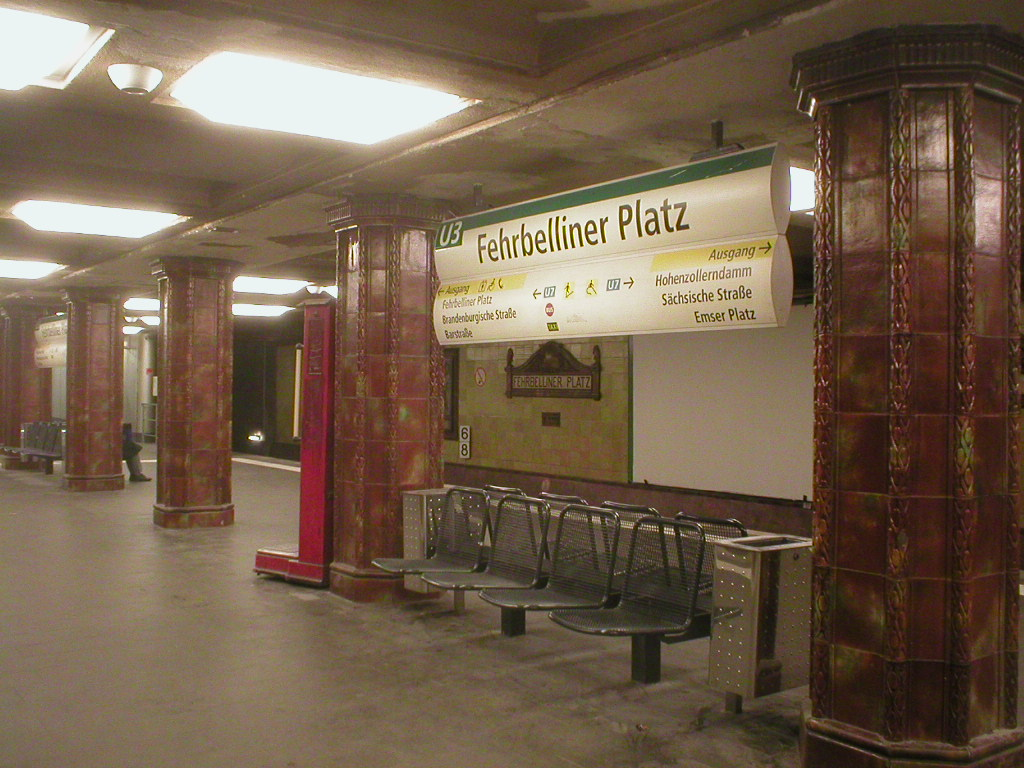
Quai de la ligne 3.
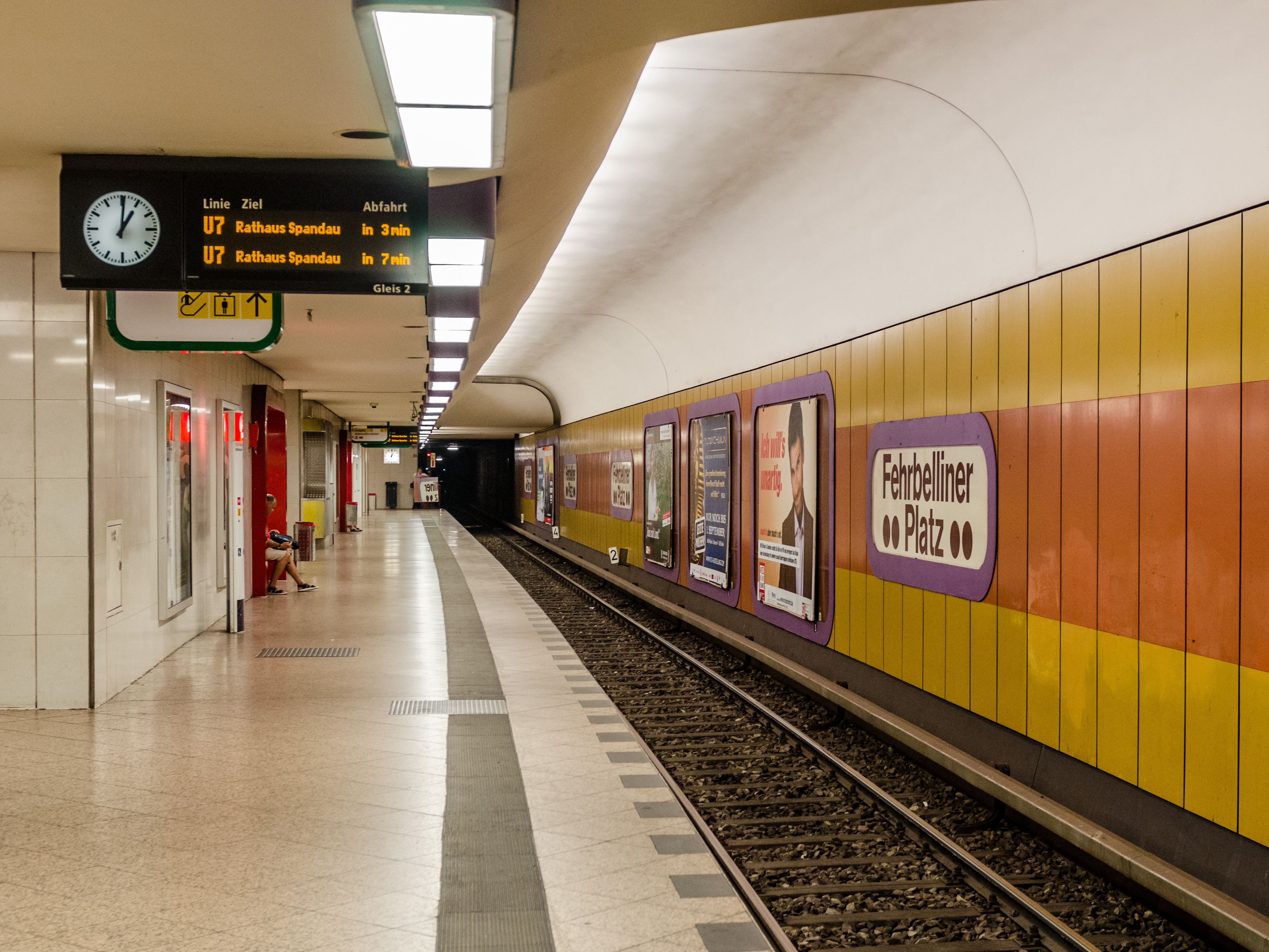
Quai de la ligne 7.